# Comus
A Comus angol progresszív rock/folk rock/progresszív folk együttes. 1969-ben alakultak Londonban. Karrierjük alatt kultikus státuszt értek el. Először 1969-től 1972-ig működtek, 1974-ben újból összeálltak egy rövid időre, 2008 óta újból aktív a zenekar. Roger Wootton és Glenn Goring mindössze 17 évesek voltak, amikor megalapították a zenekart. Nevüket egy John Milton vers egyik szereplőjéről kapták. Zenei hatásukként a Pentangle-t és a Fairport Conventiont jelölték meg, de a Velvet Underground, az Incredible String Band és a Family is hatással volt rájuk. Az együttes nagy hatással volt az Opeth énekesére, Mikael Åkerfeldtre, aki több utalást is tett a Comusra, illetve a zenekar My Arms, Your Hearse albumának címe a Comus "Drip, Drip" című dalának egyik sorából származik. Lemezeiket a Dawn Records és a Virgin Records kiadók jelentetik meg.

## Tagok
- Roger Wootton – akusztikus gitár, ének (1969–1972, 1974, 2008–)
- Glenn Goring – 6–12 akusztikus gitár, elektromos gitár, vokál (1969–72, 2008–)
- Andy Hellaby – Fender basszusgitár, vokál (1969–1972, 1974, 2008–)
- Colin Pearson – hegedű (1969–72, 2008–)
- Bobbie Watson – ének, vokál, ütős hangszerek (1969–1972, 1974, 2008–)
- Jon Seagroatt – furulya, oboa (2008–)

## Korábbi tagok
- Rob Young – furulya, oboa (1969–71)
- Gordon Coxon – dob (1974)
- Keith Hale – billentyűk (1974)
- Lindsay Cooper – fagott (1972, 1974)

## Diszkográfia
- First Utterance (1971)
- To Keep from Crying (1974)
- Out of the Coma (2012)

## Egyéb kiadványok
Koncert albumok
- East of Sweden: Live at Melloboat Festival 2008 (2011)
- Out of the Coma (2012, 1972-ben rögzítették)

Díszdobozos kiadások
- Song to Comus: The Complete Collection (2005)

EP-k
- "Diana / In the Lost Queen's Eyes / Winter is a Coloured Bird" (1971)